# Hundäxing
Hundäxing (Dactylis (ibland stavat Dactylus) glomerata) är en flerårig ört tillhörande familjen gräs. Det är den enda art som ingår i växtsläktet hundäxingar (Dactylis). Ett antal underarter med varierande antal kromosomer finns definierade, varav flera har svenska namn.

## Synonymer
- Dactylis glaucescens Willd (ssp glomerata)
- Dactylis glomerata, L (ssp aschersoniana (Graebo) Thell)
- Lundäxing (ssp lobata (Dreyer) H Lindb)
- Spansk hundäxing (ssp hispanica (Roth) Nyman)

## Utbredning
Vanlig hundäxing är ursprunglig i Europa där den är mycket vanlig, och har introducerats till USA, Kanada, Nya Zeeland och Australien. På sina håll har den efter introduktionen blivit invasiv.
Underarten lundäxing (ssp lobata) förekommer i sydligaste Sveriges bokskogar, medan spansk hundäxing (ssp hispanica) är sällsynt i Sverige. Den är dock, som namnet antyder, desto vanligare i Spanien.
Underarten Aschersons hundäxing förekommer i centraleuropa.

## Utseende
Hundäxing växer ofta i tuvor och ser relativt grov ut för att vara ett gräs. Karakteristiskt för arten är att strået är något tillplattat, vilket skiljer hundäxing från många andra gräs. Den kan bli mellan 40 och 100 centimeter hög och bladen har en något blågrön ton. Underarten ljusgrön hundäxing har som namnet antyder ljusgröna blad.
Blommorna sitter i tätt gyttrade småax som i sin tur sitter fästade i en vippa. Blomningstiden är juni — juli. De blekvioletta eller gula ståndarknapparna är synnerligen rika på ståndarmjöl, vilket kan ge hösnuva hos känsliga personer (pollenallergi).

## Habitat
Hundäxing är mycket vanlig på ängs- och kulturmark i hela Europa, dock ej i fjälltrakterna. På Island endast fläckvis. Den tål halvskugga.

## Användning
Hundäxing är lättodlad som djurfoder och har särskilt högt näringsvärde.

## Ekologi
Predatorer för hundäxing är larver av fjärilen mindre tåtelsmygare, Thymelicus lineola och Poanes zabulon, en nordamerikansk fjäril kallad skipper.

## Artens namn
Släktnamnet Dactylis betyder fingerlik, med hänsyftning på vippans form.
Artepitetet glomerata kommer av det latinska ordet glomerare som betyder "rulla ihop". Namnet avser utseendet hos artens småaxgyttringar.
Glaucescens betyder som blir blågrå, av latin glaucus = blågrå.
Namnet hundäxing kommer av att hundar gärna tuggar i sig artens blad då de behöver kräkas. En liknande företeelse ligger bakom artens engelska namn cat grass. Det anses att katter genom att äta detta gräs får hjälp att bli av med de hårbollar i magsäcken de får genom sitt ivriga slickande av pälsen. Det uppges att katter gärna tuggar i sig 5 à 10 blad om dagen. Av denna anledning kan i zoologiska affärer finnas burkar med cat grass att köpa, till hjälp för så kallade innekatter, som inte har tillgång till gräsmattor med hundäxing. Ett talesätt som anknyter till detta är påståendet "När katter äter gräs blir det regn". Något vetenskapligt bevis för att det finns ett sammanhang mellan gräsätande och regn är inte känt.

## Underarter
- Dactylis glomerata ssp glomerata - Vanlig hundäxing (tetraploid med totalt 28 kromosomer)
- Dactylis glomerata ssp himalayensis
- Dactylis glomerata ssp hispanica (tidigare D. hispanica (Roth) Nyman) - Spansk hundäxing
- Dactylis glomerata ssp ibizensis
- Dactylis glomerata ssp judaica
- Dactylis glomerata ssp juncinella
- Dactylis glomerata ssp lobata (tidigare D. aschersoniana Graebn) - Lundäxing, Ljusgrön hundäxing eller Aschersons hundäxing (diploid med totalt 14 kromosomer)
  - Synonym Dactylis polygama Horv ssp lobata)
- Dactylis glomerata ssp lusitanica
- Dactylis glomerata ssp marina (tidigare D. marina)
- Dactylis glomerata ssp santai
- Dactylis glomerata ssp smithii
- Dactylis glomerata ssp woronowii (tidigare D. woronowii)